# Vegetariánka (kniha)
Vegetariánka (v korejském originále 채식주의자, Čchesikčuuidža) je román jihokorejské autorky Han Kang, publikovaný poprvé roku 2007. Po vydání v korejštině román nevzbudil zájem a byl považován korejskou veřejností za bizarní, ale když jej roku 2015 vydala v angličtině, stala se slavnou a obdržela za knihu Mezinárodní Man Bookerovu cenu. V českém překladu od Petry Ben-Ari vyšel roku 2017 a revidované vydání 2023.
Děj románu se odehrává v Soulu, kde žije hlavní hrdinka Jong-hje spolu se svým manželem a rodinou. Po jedné noční můře se Jong-hje rozhodne, že přestane jíst maso a setká se s nepochopením okolí. Vegetariánka však není ani tak o vegetariánství/veganství, jako spíše o zdrženlivosti, protože se hrdinka vyhýbá i jiným běžným aktivitám. Román je psán v duchu naturalismu a má prvky magického realismu.

## Zápletka
Román je rozdělen na tři části. V první (kterou vypráví v první osobě Jong-hjin manžel) je popsán vztah k manželovi, který s Jong-hje zachází velmi hrubě a znásilňuje ji. Jong-hje se zdá sen, po kterém se rozhodne postavit se na odpor a stane se vegetariánkou. Manžel si zpočátku její rozhodnutí racionalizuje tím způsobem, že Jong-hje chce zhubnout. Za několik měsíců se však manžel rozhodne zasáhnout a uspořádá rodinnou večeři, na které ji mají její rozhodnutí rozmluvit. Jong-hjin otec, válečný veterán, který sloužil ve Vietnamu, jí dá facku, když odmítne sníst maso. Následně požádá jejího manžela a bratra, aby ji podrželi a násilně do ní vpraví kus masa z prasete. Jong-hje maso vyplivne a pokusí se spáchat sebevraždu. Je hospitalizována a její manžel nazná, že Jong-hje trpí duševní poruchou. V průběhu knihy se Jong-hje postupně stává anorektickou a manžel o ni ztratí zájem.
Ve druhé části (která je vyprávěna ve třetí osobě z pohledu švagra Jong-hje), nazvané Mongolská skvrna, po skvrně (mateřském znaménku), kterou má Jong-hje na zadní části těla, dominuje plán manžela její sestry. Ten chce natočit sexuální scénu, ve které budou jejich těla pomalována květinami. Když zjistí, že její mateřské znaménko má tvar okvětního lístku, plán se souhlasem Jong-hje zrealizuje. Poté chce natočit další scénu a tak pozve kolegu, jehož tělo také pomaluje. Jong-hje se vzruší – prý kvůli květinám na jeho těle, ale muž je zahanben a odejde. Když švagrova manželka nalezne video, na oba přivolá psychiatrickou ambulanci. Švagr zauvažuje o skoku z balkonu, ale prožitými obrazy je zcela znehybněn.
Ve třetí části (která je vyprávěna ve třetí osobě z pohledu sestry hlavní hrdinky), nazvané Hořící stromy, se o Jong-hje stará její sestra – poslední člověk, který ji podporuje. Vaří jí rostlinné pokrmy a po opuštění manžela se stará sama i o svého syna. Nakonec je Jong-hje opět hospitalizována kvůli své mánii, ale i přes péči, která se jí dostává, se chová stále více jako rostlina. Jednoho dne unikne do lesa a naleznou ji stát v dešti jako strom. Její sestra se stále vyrovnává s rozvodem a péčí o svého syna, ale navštěvuje ji a pokouší se ji přimět, aby znovu jedla, protože přestala jíst zcela. Když ale sestra vidí, jak se ji lékaři snaží krmit násilím, kousne zdravotní sestru a s Jong-hje uteče. Nicméně jsou nakonec obě odvezeny do jiné nemocnice.

## Analýza
Analýzu perspektivou veganských studií provedla literární vědkyně Caitlin Stobie. V rozhovoru se Siobhan O'Sullivan prozradila, že se ke knize dostala skrze zájem o výzkum veganství z postkoloniálního úhlu pohledu. Když potom navštívila konferenci o veganské teorii na Oxfordské univerzitě, zakladatelka oboru veganská studia Laura Wright jí navrhla, že by svou analýzu mohla publikovat v časopise ISLE (Interdisciplinární literární a environmentální studia).
Pro Stobie tři části románu představují tři specifické vektory oprese – z ekofeministického úhlu pohledu román porovnává zacházení s těly zvířat se zacházením s těly žen. V první části se často píše o Jong-hjiných ňadrech, ke kterým má Jong-hje velmi pozitivní vztah, protože na rozdíl od jiných částí těla nemohou nikoho zabít. Na protest proti společnosti nenosí podprsenku. Ve druhé části dominuje zadní část těla s mongolskou skvrnou – mateřským znaménkem. Třetí část se zaměřuje na rozkrok. Tyto části těla jsou symboly, používané jako vektory, pomocí kterých je zkoumán gender, sexualita a "infekce" – etické stravování. Kniha tak pomocí postkolonialistické filosofie kritizuje vykořisťovatelský a přivlastňovatelský individualismus, ale také sexistické, heteronormativní a repronormativní předpoklady společnosti pomocí posthumanistické teorie.
Stobie poznamenává, že v Koreji je rostlinná strava obvykle spojována s buddhistickými mnichy a že dokonce neexistuje korejské slovo pro veganství. Jong-hje se přitom pohybovala mezi vegetariánstvím a veganstvím, nakonec přestala jíst úplně. Na jednu stranu se jedná o mentální nestabilitu, ale na druhou stranu vidíme posthumanistické smýšlení a ekofeminismus: anorexie maskuje ekologické uvědomění. Kniha poukazuje na patriarchálnost korejské společnosti, kde ženy nemohou mít své vlastní hodnoty a nemohou svobodně vyjadřovat své pocity. To vede Jong-hje k tomu, že nechce být člověkem. Rozhodne se proto pro sebedestruktivní cestu, která je ale vnímána jako velká revolta. Ženy jsou stejně jako zvířata považovány za objekty, Jong-hje se proti tomu postaví skrze své rozhodnutí nejíst maso zvířat. V knize je také mnoho zvířecího symbolismu. Jong-hje má velmi výraznou vzpomínku z dětství, kdy musela, v souladu s korejskými tradicemi, sníst svého psa, poté co jí prokousnul lýtko. Aby měl křehčí maso, otec jej uštval k smrti tažením za motorkou.
Kniha zároveň nezjednodušuje realitu pomocí dualistických protikladů, např. nezobrazuje muže pouze jako karnistické a sexistické vykořisťovatele: svému švagrovi k sexu Jong-hje totiž dá souhlas a on se také podvolí tím, že si pomaluje své vlastní tělo.